# Akdal MKA 1919
Akdal MKA 1919 — это турецкое самозарядное ружьё, внешне напоминающее винтовку М16 и имитирующее компоновку и расположение некоторых органов управления. Разработана и производится компанией Akdal Arms.

## Описание
В MKA 1919 используется принцип отвода пороховых газов при затворе, расположенном вокруг опорной трубки, проходящей под стволом. Возвратная пружина также расположена вокруг той же опорной трубки, скрытой увеличенным полимерным цевьём. Ствол МКА 1919 можно быстро снять с верхней части ствольной коробки. Для заряжания винтовки необходимо потянуть рукоятку на ствольной коробке. Верхняя часть ствольной коробки изготовлена из алюминиевого сплава, а нижняя часть вместе с пистолетной рукояткой и прикладом изготовлена как единое целое из ударопрочного полимера. Akdal MKA 1919 использует отъёмные коробчатые магазины на 5 патронов. Механизм спуска затвора идентичен по расположению и функциям тому, что установлен на M16. Ручной предохранитель также повторяет М16 и расположен на левой стороне ствольной коробки над пистолетной рукояткой. Стандартные прицельные приспособления включают переднюю стойку, установленную на съёмном основании как у М16, и съёмную ручку для переноски как у М16А2 со встроенным диоптрическим прицелом. На верхней части ствольной коробки имеется встроенная планка Пикатинни, на которую можно установить съёмную ручку для переноски, дополнительные коллиматорные или другие оптические прицелы.

## Страны-эксплуатанты
- Турция - Сухопутные войска Турции
- Украина[1]